# Infinity (The Trip White Hornetのシングル)
『infinity』は、2002年2月22日にThe Trip White Hornet(ザ・トリップ・ホワイト・ホーネット)がリリースした5枚目のアルバムである。

## 解説
- 本作を最後にThe Trip White Hornetは活動休止をした。

## 収録曲
| 全編曲: The Trip White Hornet。 |                   |      |      |
| #                               | タイトル          | 作詞 | 作曲 |
| 1.                              | 「be alive」      |      |      |
| 2.                              | 「one sunny day」 |      |      |
| 3.                              | 「infinity」      |      |      |